# Dragon Ball Z: Infinite World
 (septembre 2017).
Si vous disposez d'ouvrages ou d'articles de référence ou si vous connaissez des sites web de qualité traitant du thème abordé ici, merci de compléter l'article en donnant les références utiles à sa vérifiabilité et en les liant à la section « Notes et références ».
Dragon Ball Z: Infinite World (ドラゴンボールZ インフィニットワールド, Doragon Bōru Zetto: Infinitto Wārudo, littéralement « Dragon Ball Z: Infinite World ») est un jeu vidéo de combat développé par Dimps et édité par Namco Bandai Games sur l'univers de Dragon Ball. Le jeu est disponible depuis fin 2008 sur PlayStation 2.
C'est le dixième et dernier jeu Dragon Ball Z sorti sur cette console, en fin de vie à la suite de la sortie de la PS3 fin 2006-début 2007. Il correspond au quatrième épisode de la série des Budokai.
Infinite World est très proche de Dragon Ball Z: Budokai 3 en termes de gameplay et de graphismes mais offre quelques nouveautés, comme des déplacements plus rapides, plus de techniques à utiliser, ou de nouveaux personnages issus de Dragon Ball GT et des OAV.
Le jeu reçoit globalement des critiques moyennes, déplorant l'absence d'évolution graphique pour un jeu publié en fin de vie de la PlayStation 2 et la difficulté des missions parfois excessive. Infinite World reste cependant un succès commercial au Japon, avec près de 80 000 unités vendues en l'espace d'une semaine après sa sortie.

## Système de jeu
Le système de jeu est très proche de celui de budokai 3 car la même base est utilisée, bien que certaines modifications furent produites, telles que la disparition des batailles de vagues d'énergie et le dragon rush mais quelques ajouts furent tout de même produites, telles que la garde parfaite en plus d'un remaniement du système de capsules afin de le rendre plus plaisant et moins frustrant, en plus d'ajout de plusieurs personnages et un mode histoire refait avec des cinématiques faites pour l'occasion qui inclut dragon ball gt.
En gros, ce jeu peut être vu comme une dernière révision et itération de la formule des Dragon Ball Z Budokai.